# 1968
Cette page concerne l'année 1968  du calendrier grégorien.
L'année 1968 est une année bissextile qui commence un lundi.

## En bref
- 1er février : ouverture de la conférence des Nations Unies sur le commerce et le développement (CNUCED) à New Delhi[1].
- 17 mars : accords de Washington ; pour mettre un terme à la spéculation sur l’or (le cours du lingot atteint 7 000 francs à Paris), les membres actifs du pool de l’or décident de cesser d’acheter ou de vendre le métal sur le marché international. Deux marchés parallèles de l’or sont créés[2].
- 30 mars : la conférence du Groupe des dix à Stockholm adopte une réforme du Système monétaire international et permet la création des Droits de tirage spéciaux (D.T.S.) qui sont constitués d’un panier de 5 devises (dollar, mark, yen, franc français + livre sterling) afin de tenter de mettre fin à la crise monétaire internationale provoquée par la fin de la convertibilité du dollar[3].
- Mai : révoltes estudiantines en Amérique du Nord, au Japon et en Europe.
- 1er juillet : signature d’un traité sur la non-prolifération des armes nucléaires (137 pays)[4].
- 25 juillet : Promulgation par le pape Paul VI de l'encyclique Humanae Vitae qui s'oppose à toute contraception chimique.
- 20 - 21 août : écrasement du « Printemps de Prague » et débuts de la Normalisation en Tchécoslovaquie.
- 9 octobre : le prix Nobel de la paix est attribué au Français René Cassin, Président de la Cour européenne des droits de l’homme[5].
- 8 novembre : convention de Vienne sur la circulation routière[6].

## Événements

### Afrique
- 16 janvier : dissolution de l’Assemblée nationale au Mali[7]. Le Président Modibo Keïta gouverne par ordonnances.
- 31 janvier : évacuation anticipée de la base de Mers el Kébir en Algérie par les troupes françaises[8].
- 11 février, Tchad : Ibrahim Abatcha, fondateur du Frolinat est tué par les forces gouvernementales tchadiennes dans une embuscade près d’Abéché[9].
- 19 février : Jacobus Johannes Fouché est élu président de la République d’Afrique du Sud. Il inaugure son mandat le 10 avril[10]. Près d’un million d’Africains du Sud sont arrêtés en 1968 pour infractions[11].
- 25 février : élections législatives et présidentielle au Sénégal. Le 6 mars le président de la République Léopold Sédar Senghor réélu par 94,1 % des suffrages exprimés forme le gouvernement[12].
- 5 mars : troubles au Tibesti pendant la guerre civile tchadienne. Le poste d’Aouzou tombe aux mains des rebelles toubous qui ont rejoint le Frolinat et créé les Forces armées du Nord (FAN). Repoussées le 7 mars, les troupes gouvernementales reprennent le contrôle de la garnison, mais sont encerclées. Après l’échec de deux tentatives, le président François Tombalbaye sollicite une intervention française le 28 août[13]
- 12 mars : indépendance de l’île Maurice[14].
- 31 mars : victoire de l’armée biafraise à la bataille d’Abagana, dans la guerre du Biafra[15].
- 12 avril : un premier groupe de 154 experts chinois (sur 300 attendus) arrive en Tanzanie à bord du Yao Hua. Ils sont chargés de commencer les travaux d’arpentage des 1 700 km de voies ferrés destinées à relier Dar es Salaam au Copperbelt, la région des mines de cuivre de Zambie[16]. Le projet est financé par un prêt de 100 millions de £ à la Tanzanie et à la Zambie.
- 18 avril : « putsch des sergents », nouveau coup d’État militaire en Sierra Leone par un groupe de sous-officiers conduit par le sergent Patrick Gordon[17]. Le 26 avril, Siaka Stevens, élu en mars 1967, retrouve le pouvoir[18].
- 1er mai : grève ouvrière au Sénégal[19].
- 27 mai :
  - début de la grève à l’université de Dakar et dans les lycées et collèges du Sénégal. Le lendemain, la police intervient et arrête les meneurs. Les syndicats appellent à la grève générale le 31 mai. Des leaders de l’Union nationale des travailleurs du Sénégal (UNTS) sont arrêtés[19].
  - la répression de la grève des mineurs de la MIFERMA à Zouerate en Mauritanie fait 7 morts[20].
- Mai : au Sahel, les pluies de mousson ne se produisent pas[21]. C’est le début d’une longue période de sécheresse qui ne s’achève réellement qu’en 1988[22].
- 12 juin : les Nations unies rebaptisent Namibie le Sud-Ouest africain[23].
- 28 juillet : Émile Derlin Zinsou est élu président de la République du Dahomey[24].
- 29 juillet : premières restrictions de l’émigration vers la France[25].
- 31 juillet : un coup d’État militaire au Congo-Brazzaville porte Marien Ngouabi au pouvoir. La Constitution du 8 décembre 1963 est abrogée et remplacée par un Acte fondamental le 14 août. Le 4 septembre, le président Massamba-Débat démissionne et le 31 décembre, Marien Ngouabi, Président du Conseil National de la révolution, devient président de la République[26],[27],[28].
- 2 août : mise en eau du barrage Kainji au Nigeria[29] (inauguré le 21 décembre).

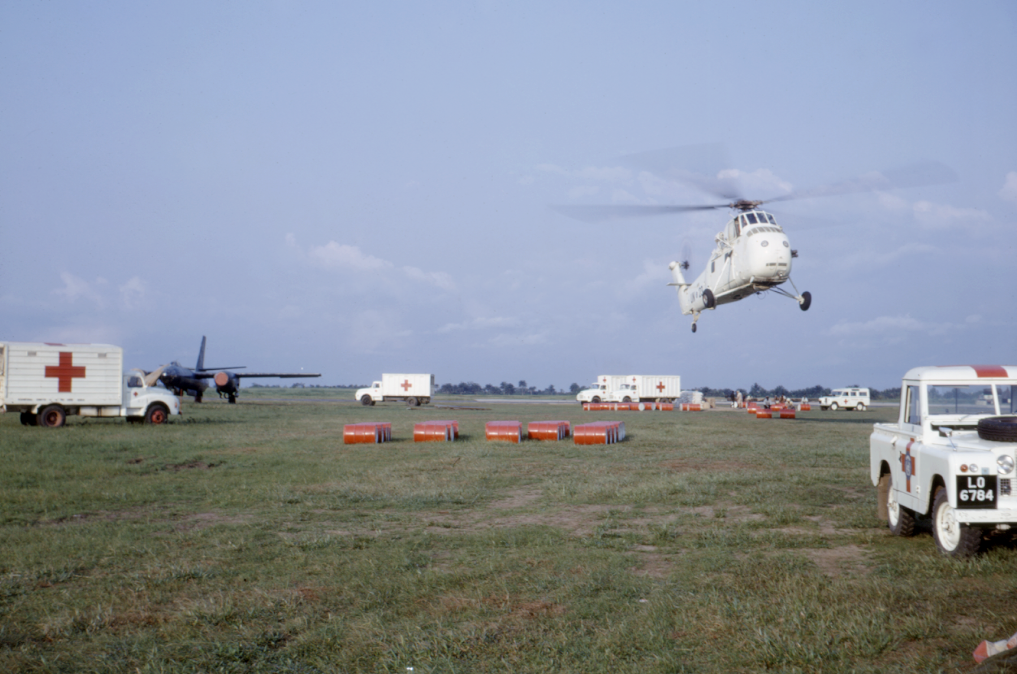
3 septembre : pont aérien au Biafra. Un aéroport de fortune, installé par la Croix-Rouge à Calabar pour distribuer des vivres.

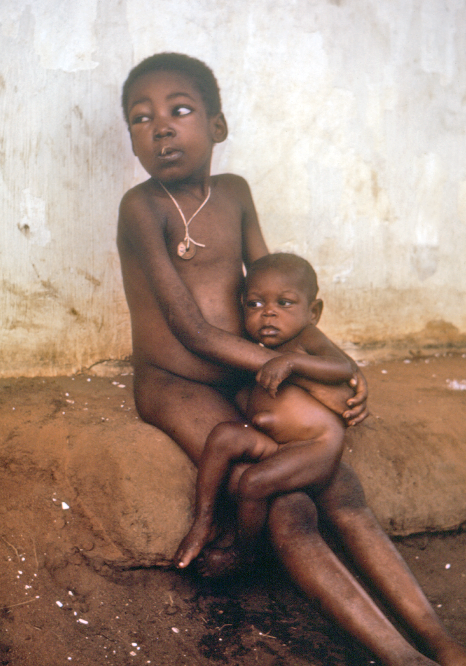
Enfants souffrant de malnutrition au Biafra.

- Aout : le Comité international de la Croix-Rouge estime que 5 000 à 6 000 personnes meurent chaque jour de la famine au Biafra. Il décide alors de forcer le blocus et de mettre en place le 3 septembre un pont aérien qui permet d’acheminer quelque 1 200 tonnes de vivres et de médicaments jusqu’au 5 juin 1969[30],[31].
- 6 septembre :
  - guerre civile tchadienne : l’armée française chasse les rebelles toubous de la localité d’Aouzou[32].
  - création du Swaziland qui devient une monarchie parlementaire. Sobhuza II, roi du Swaziland (fin en 1982)[33].
- 17 septembre, guerre du Biafra : les Nigérians prennent Aba et Owerri[15].
- 23 septembre :
  - remaniement ministériel en Côte d’Ivoire[34].
  - la France livre des armes au Biafra[15].
- 12 octobre : indépendance de la Guinée équatoriale[35].
- 19 novembre : au Mali, un coup d’État exécuté par un « Comité Militaire de Libération Nationale » (CMLN) renverse le Président Modibo Keïta et porte au pouvoir le lieutenant Moussa Traoré, qui instaure un régime dictatorial qui va durer 23 ans[7]. Le parti de Keïta, l’Union soudanaise, est mis hors la loi. Le 22 novembre, le capitaine Yoro Diakité forme un gouvernement provisoire. La Constitution du 22 septembre 1960 est abrogée et remplacée par une loi fondamentale le 28 novembre (ordonnance no 1 du CMLN) en attendant un référendum constitutionnel[36].
- Décembre : le Comité international de la Croix-Rouge estime que 14 000 personnes meurent chaque jour au Biafra[15]

### Amérique
- 21 janvier : accident de Thulé ; un bombardier B-52 de l’United States Air Force qui transporte quatre bombes à hydrogène s’écrase sur la banquise dans le baie North Star près de la base aérienne de Thulé sur le territoire danois du Groenland[37].
- 4 avril : assassinat de Martin Luther King à Memphis[38].
- 1er mai : constitution d’une zone de libre-échange (Carifta) aux Antilles britanniques[39].
- 12 mai : élection présidentielle au Panama dans un climat exécrable, portant au pouvoir le candidat de l’opposition, le vieux dirigeant populiste Arnulfo Arias. Son élection n’est reconnue qu’à la suite de pressions exercées par les États-Unis et la Garde nationale[40].
- 5 juin : assassinat de Robert F. Kennedy[41].

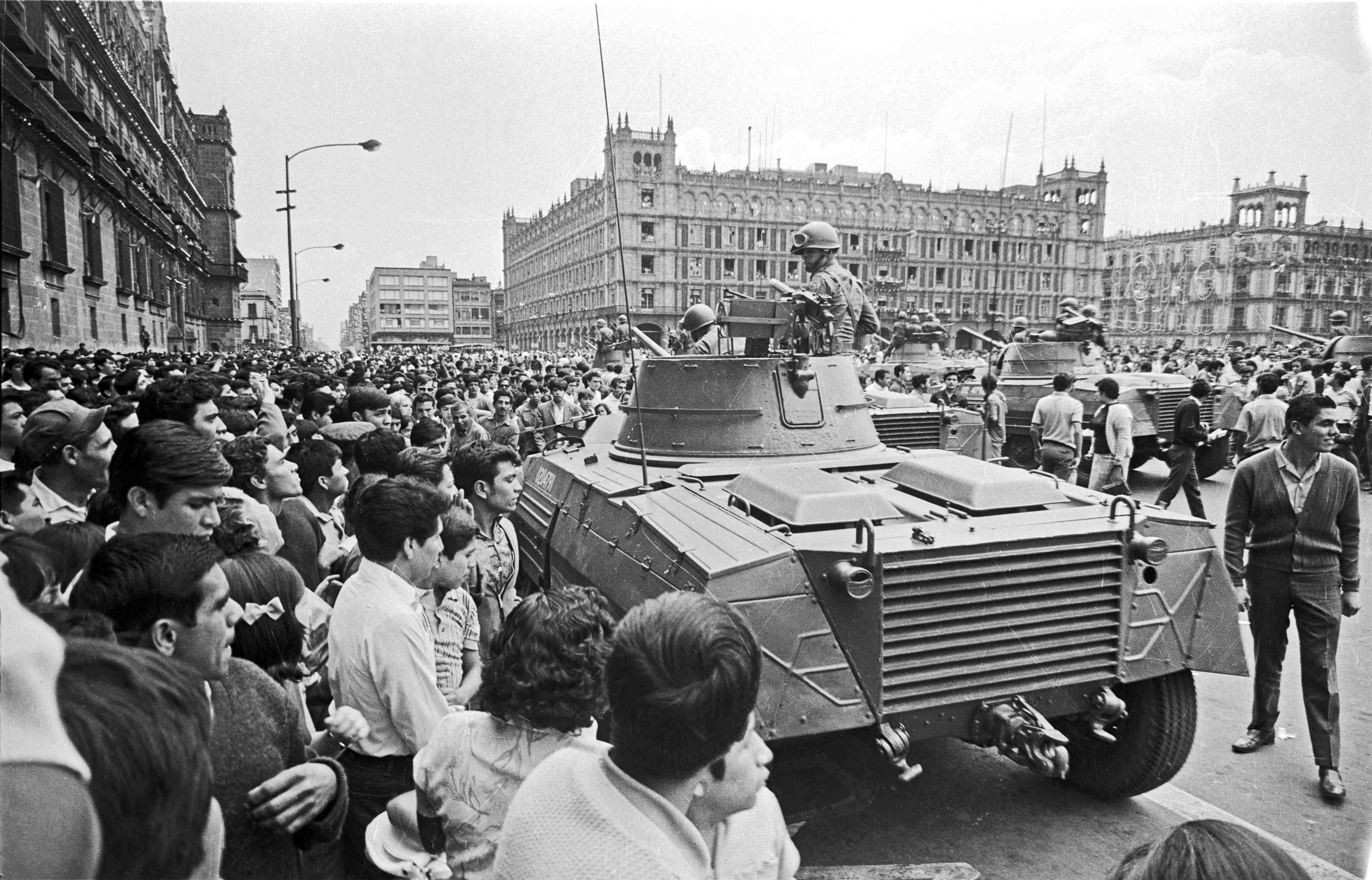
Automitrailleuses sur la plaza de la Constitución à Mexico le 28 août.

- 26 juillet : début de la révolte étudiante à Mexico, à l’approche des Jeux Olympiques d’été. Affrontements entre la police et les manifestants[42].
- 21 août : Fidel Castro approuve l’intervention des troupes du pacte de Varsovie en Tchécoslovaquie[40].
- 24 août (inauguration) / 26 août (début) - 8 septembre : Deuxième Conférence générale de l'épiscopat latino-américain et caribéen, organisée par le Conseil épiscopal latino-américain (CELAM), à Medellín en Colombie, qui affirme l'engagement de l'Église catholique auprès du peuple (théologie de la libération)[43].

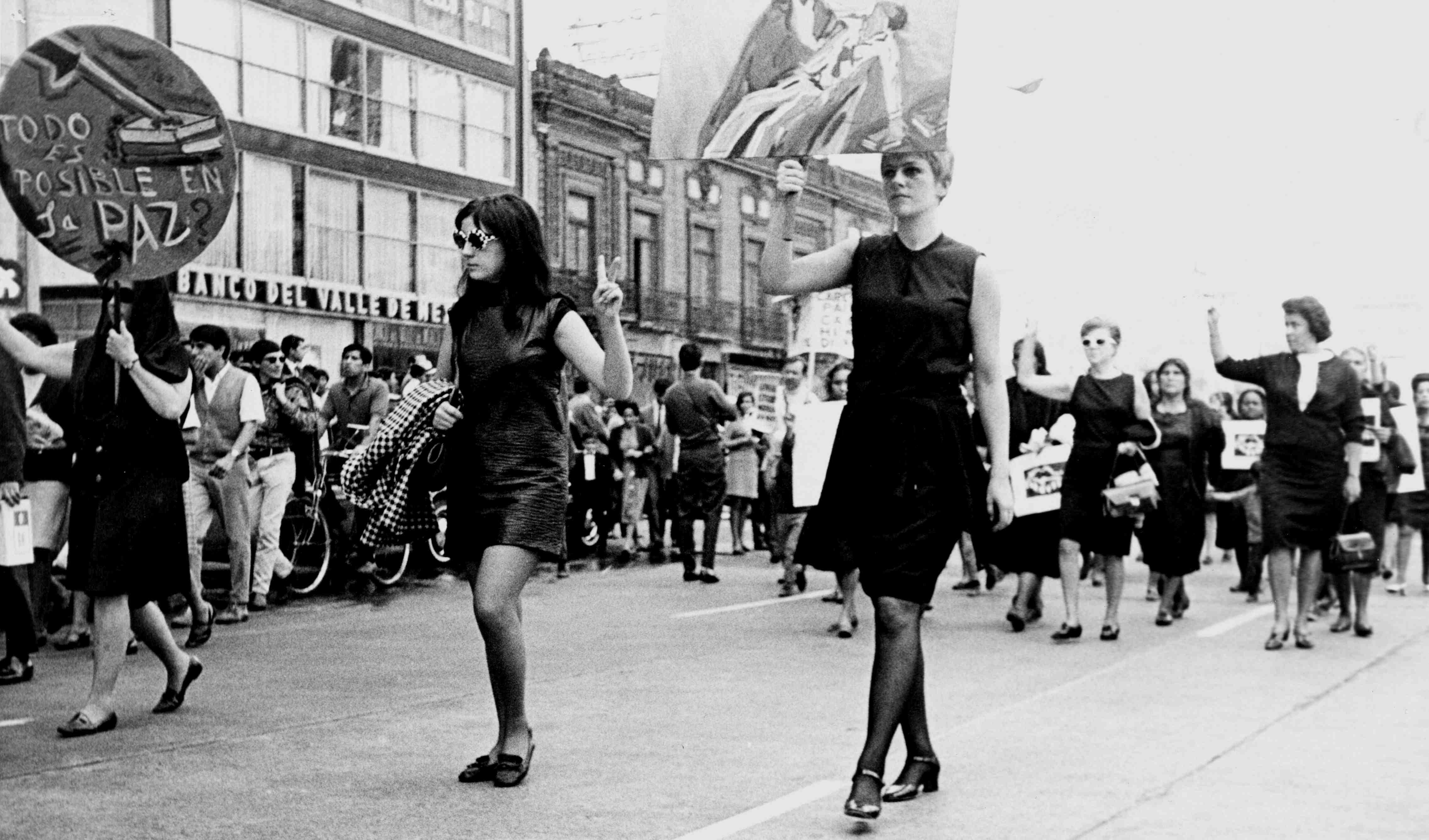
Manifestations d’étudiants à Mexico le 13 septembre

- 18-19 septembre : l’armée réinvestit l’université de Mexico occupée par les étudiants[44].
- 2 octobre : massacre de Tlatelolco. L’armée tire sur les étudiants lors d’une gigantesque manifestation à Mexico, faisant une centaine de morts et des milliers de blessés[44]. L’agitation estudiantine au Mexique se poursuit jusque dans les années 1970.
- 3 octobre : coup d’État réformiste au Pérou. Un groupe d’officiers dirigés par le général Juan Velasco Alvarado prennent le pouvoir dans le but d’appliquer une doctrine de « progrès social et développement intégral », nationaliste et réformiste, influencé par les thèses de la CEPAL sur la dépendance et le sous-développement. Le 9 octobre Velasco nationalise l’International petroleum corporation (IPC), la société nord-américaine qui exploite le pétrole péruvien, puis lance une réforme de l’appareil d’État, une réforme agraire (29 juin 1969) et exproprie de grands propriétaires étrangers. Le Pérou souhaite s’affranchir de toute dépendance et mène une politique extérieure clairement tiers-mondiste[40].
- 11 octobre : entré en fonctions le 1er octobre, le Président de Panama Arnulfo Arias est renversé par une junte militaire qui se propose de rétablir la Constitution et d’organiser des élections. Elle est très vite contrôlée par le chef de la garde nationale, le général Omar Torrijos, un leader charismatique nationaliste et réformiste[40],[45].

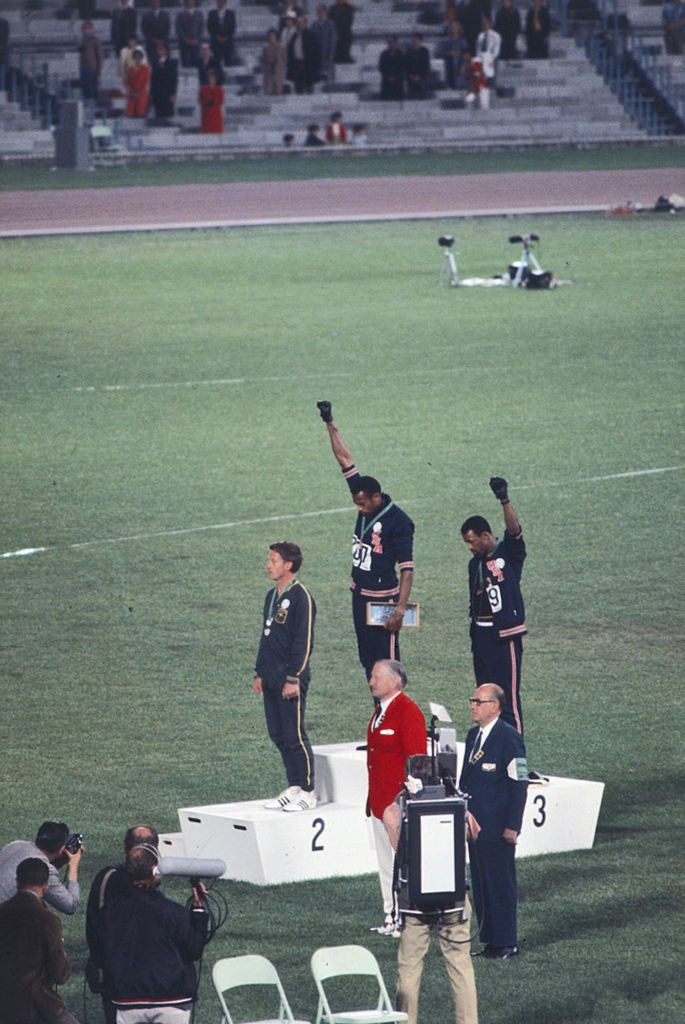
John Carlos, Tommie Smith, Peter Norman le 16 octobre 1968.

- 16 octobre : Tommie Smith remporte le 200 mètres des Jeux olympiques avec un chrono de 19 s 83. Cet évènement est resté dans l’Histoire car il monte sur le podium, avec John Carlos (le troisième de la course), en chaussettes noires montantes et levant un poing ganté de noir, tête baissée pendant l’hymne américain. Ce geste est souvent associé aux Black Panthers, bien que Tommie Smith n’en ait jamais fait partie. Il est par la suite menacé de mort par des spectateurs et exclu à vie des Jeux Olympiques[46].
- 5 novembre : le républicain Richard Nixon est élu président des États-Unis[47].
- 13 décembre :
  - Brésil : l’Acte institutionnel no 5 permet l’instauration d’une véritable dictature qui dure près de dix années[48].
  - Pérou : le régime entreprend de faire disparaître l’habitat précaire dans les vastes barriadas, les bidonvilles entourant Lima, rebaptisées pueblos jóvenes. Il favorise l’accession à la propriété et l’amélioration de la qualité de vie et crée un Bureau national de développement des villes nouvelles (ONDEPJOV) chargé d’encourager les habitants à s’auto-organiser et à les assister dans leurs recherches de solutions à leurs problèmes[49].

### Asie

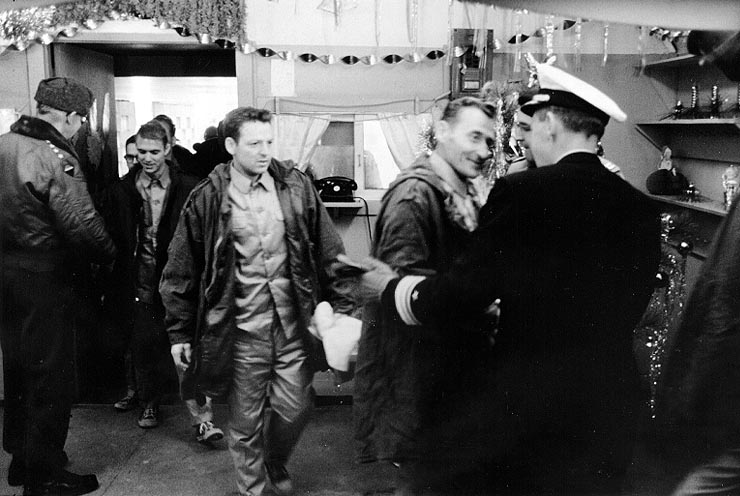
23 décembre : libération des marins du.

- 18 janvier : l’escale de l’Enterprise, un porte-avions nucléaire américain à Sasebo, près de Nagasaki, provoque des manifestations massives contre la guerre du Viêt Nam au Japon. Les étudiants de la Zengakuren affrontent les forces de l’ordre pendant plusieurs jours. Il y a des milliers de blessés et d’arrestations[50].
- 23 janvier : le Pueblo, un navire espion américain est arraisonné par la marine nord-coréenne, et son équipage détenu dans de très mauvaises conditions pendant onze mois, après des excuses officielles[51]. L’engagement américain au Viêt Nam empêche une nouvelle guerre.
- 26 janvier : début de la grève illimitée des étudiants de la faculté de médecine de l’Université de Tokyo[52]. L’agitation estudiantine d’extrême gauche gagne tout le Japon[50].
- 30 janvier : au Cambodge, Penn Nouth est nommé Premier ministre[53].
- 31 janvier : indépendance de Nauru[54].
- 16 février - 12 avril : séjour des Beatles en Inde[55].
- 28 février : inauguration d’Auroville, ville expérimentale en Inde[56].

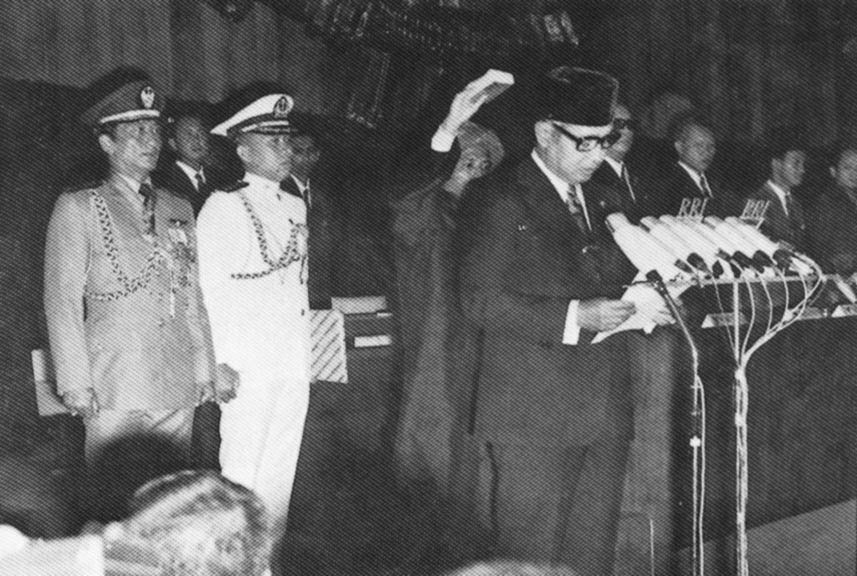
Soeharto ⋅est nommé officiellement président.

- 21 mars, Indonésie : Soeharto succède officiellement à Soekarno, qui avait été déchu de ses pouvoirs gouvernementaux l’année précédente. Le gouvernement du « nouvel ordre » de Suharto (Orde Baru (en)), à domination militaire, inverse la politique anti-occidentale et consolide son assise au pouvoir[57]. Le parti communiste est interdit depuis 1965 et les autres partis d’opposition sont forcés à s’unir. De nouveaux partis apparaissent, comme le Golkar, une coalition de groupes de métiers rassemblant les fonctionnaires et les enseignants, qui remportera plus de 60 % des votes à chaque élection.

- 15 juin :

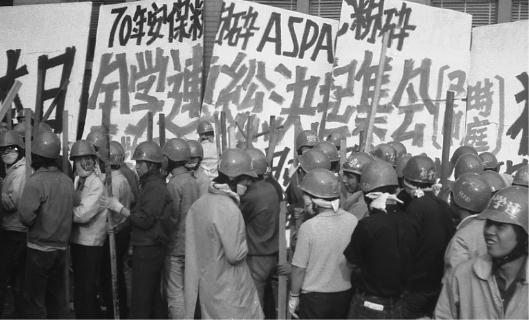
Manifestation estudiantines à Tokyo, le 21 juin.

  - occupation du Hall Yasuda par les étudiants de l’Université de Tokyo[58] ; ils sont délogés par les forces de l’ordre en janvier 1969[50].
  - création d’un office des Affaires culturelles au Japon[59],[60].
- 20 juin : une Constitution permanente est promulguée en Thaïlande[61].
- 28 juillet : En Chine, Mao Zedong convoque les principaux chefs des Gardes rouges de Pékin pour leur annoncer la fin de leur mouvement, accusé d’emmener le pays vers la guerre civile. Le lendemain, l'armée chinoise envahit les campus des universités, sièges des contestations étudiantes et disperse les troupes des Gardes Rouges, qui sont exilées à la campagne. Fin effective de la Révolution Culturelle.
- 29 juillet : un accord entre le Japon et l’Union soviétique sur la mise en valeur de la Sibérie est signé à Tokyo[62].
- 16 août : l’OMS lance une alerte pandémique mondiale (grippe de Hong Kong)[63].
- 18 août : Deux autobus affrétés tombent dans des glissements de terrain en raison des pluies torrentielles concentrées dans la rivière Hida dans la préfecture de Gifu, au Japon, selon les autorités japonaises, 104 personnes perdent leur vie Le plus grand accident de voiture en histoire de l'Asie de l'Est[64].
- 5 septembre : le Comité révolutionnaire de la région autonome du Tibet est établi[65].
- 11 novembre : le sultanat des Maldives devient une république à la suite d'un référendum populaire.

#### Viêt Nam
Pour un article plus général, voir Guerre du Viêt Nam.

Fuite de civils devant les corps de soldat vietcong lors de l’offensive du Têt, en mai 1968.

- 21 janvier : les troupes nord-vietnamiennes assiègent la base de Khe Sanh[66]. Début de l’Opération Igloo White[67].
- 24 janvier - 1er mars : opération Coburg[68].
- 31 janvier : le Vietcong et les nord-Vietnamiens déclenchent l’offensive du Têt contre les grandes villes du Sud[66]. Prise de Hué, combats à Saïgon. Le gouvernement du Viêt Nam du Sud ne peut plus compter sur un soutien populaire ni assurer la sécurité sur son propre territoire, et encore moins vaincre le Nord. En quelques semaines, les Américains se ressaisissent, font bombarder les périphéries urbaines et reprennent du terrain[69].
- 7 février : l’armée populaire vietnamienne, appuyéé par des blindés, s’empare en quelques heures de la base américaine de Lang Vei[70].
- 10 mars : attaque de la base de Lima Site 85. La station radar américaine est détruite le 11 mars[71].

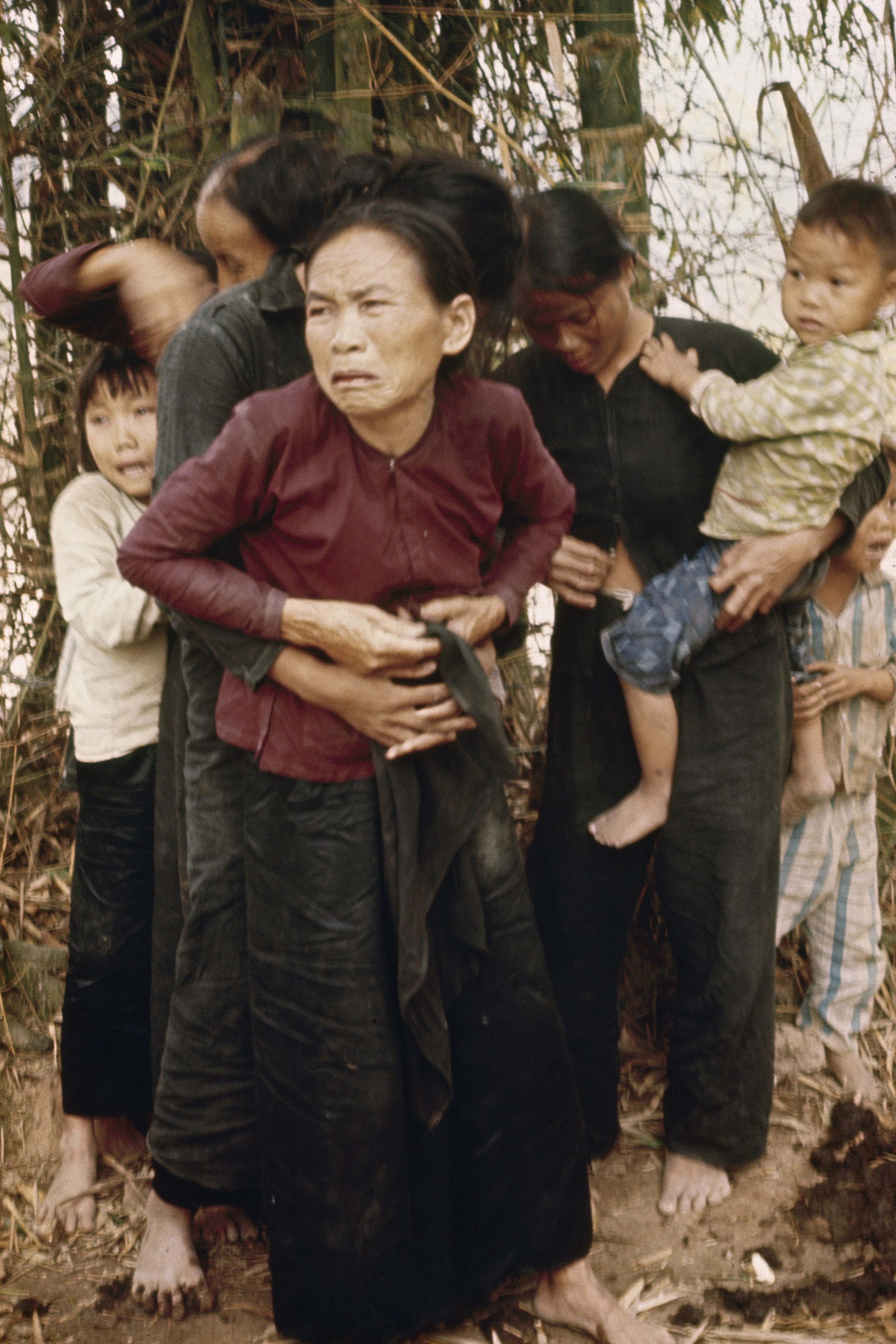
16 mars : massacre de Mỹ Lai

- 16 mars : massacre de 450 à 500 civils vietnamiens dans le hameau de My Lai par des soldats américains[72].
- 31 mars : le président Johnson fait connaître son intention de ne pas se représenter et annonce la suspension des bombardements au Viêt Nam au Nord du 20e parallèle. Hanoi répond par l’acceptation de l’ouverture de négociations à Paris[69].
- 7 avril : arrêt total des bombardements au nord du 19e parallèle[73].
- 8 avril : levée du siège de Khe Sanh[74].
- 10-12 mai : victoire nord-vietnamienne et vietcong à la bataille de Kham Duc[75].
- 12-28 mai : bataille de Coral–Balmoral au Sud-Vietnam[76].
- 13 mai : ouverture de la Conférence de Paris (fin le 27 janvier 1973) entre les représentants américains et nord-vietnamiens[77], élargie le 18 janvier 1969 aux deux parties sud-vietnamiennes (Saigon et le GRP). Les pourparlers amènent l’arrêt total des bombardements sur le Nord le 31 octobre[73].
- 530 000 soldats américains au Viêt Nam[78]. 40 000 sont morts et 250 000 blessés depuis le début de la guerre.
- Entre 65 000 et 70 000 personnes sont détenues au plus fort de la guerre dans les camps de prisonniers du Sud Viêt Nam. Après le conflit, les observateurs de la Croix-Rouge observent des brutalités continuelles et systématiques dans les camps de Phú Quốc et de Qui Nhon[79].

### Proche-Orient
- 7 janvier : lors de la visite de Levi Eshkol dans son ranch au Texas, Johnson approuve la livraison à Israël des avions F-4 Phantom[80]. Il demande la signature du traité de non-prolifération nucléaire par Israël, qui refuse. L’État hébreu favorise la constitution d’un lobby électoral pro-sioniste aux États-Unis.
- 9 janvier : fondation à Beyrouth de l’Organisation des pays arabes exportateurs de pétrole (OPAEP) par l’Arabie saoudite, le Koweït et la Libye, rejoint en mai 1970 par l’Algérie, le Qatar, Abu Dhabi, Bahrein et Dubaï[81].
- 16 janvier : le Royaume-Uni annonce son intention de se retirer de la péninsule arabique pour 1971[82]. L’Iran développe immédiatement un discours expansionniste, et le 8 février s’oppose à la création d’une fédération des émirats, revendique l’île de Bahreïn et une prééminence sur les affaires du Golfe[83]. Les prétentions iraniennes inquiètent les États arabes de la région, qui invoquent la protection de l’Arabie saoudite.
- 21 janvier : fondation du parti travailliste israélien[84].

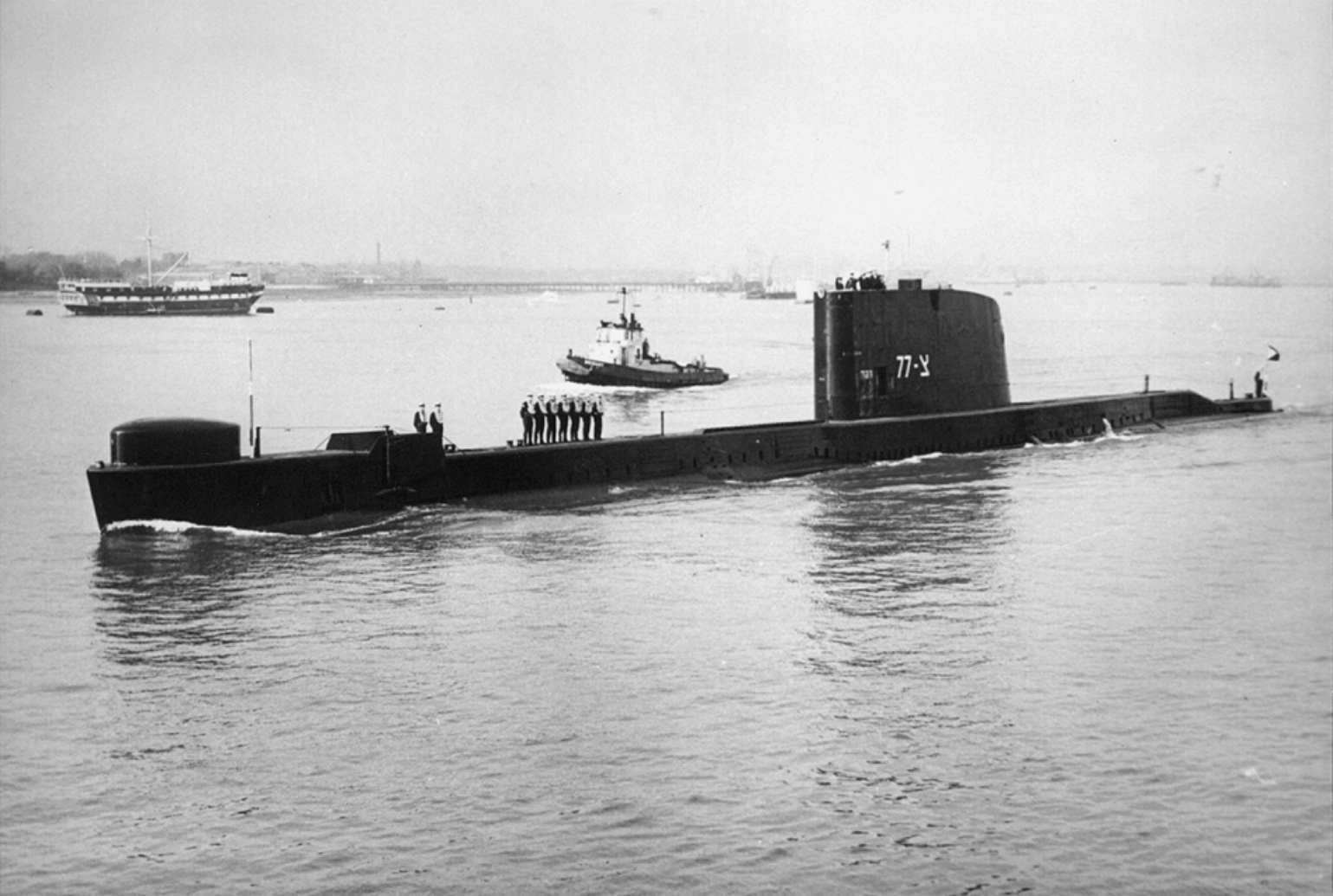
Le à Portsmouth le 9 janvier.

- 27 janvier : le INS Dakar, un sous-marin israélien disparaît en mer avec l’ensemble de son équipage lors de sa première traversée après son rachat en Grande-Bretagne[85].
- Fin janvier : poursuite de la mission Jarring (fin en 1970)[85]. L’ambassadeur suédois Gunnar Jarring est nommé médiateur par l’ONU le 27 décembre 1967 pour faire appliquer la résolution 242 du Conseil de sécurité, mais Israël refuse de reconnaître sa légitimité et rappelle son refus de restituer les territoires occupés[86].
- 6 février : au Yémen du Nord le siège de Sanaa par les royalistes est levé par les républicains conduit par le lieutenant Ali Abdallah Saleh[87].
- 21 février, Égypte : manifestations populaires contre le régime accusé de trop de modération envers les responsables de la défaite dans la Guerre des Six Jours. Nasser réplique en faisant son autocritique. Il condamne la nouvelle classe de militaires politiciens qui a confisqué la révolution et s’est emparé des rênes du pouvoir[85].
- 27 février : lors d’une conférence à Dubaï, les gouvernements de sept émirats de la Trêve (Abou Dabi, Dubaï, Charjah, Ajman, Ras al-Khaimah, Umm al-Quwain, Fujaïrah), rejoints par le Qatar et le Bahreïn décident la création d’une fédération, qui aboutit le 1er décembre 1971 sans le Qatar et le Bahreïn avec les Émirats arabes unis[82].

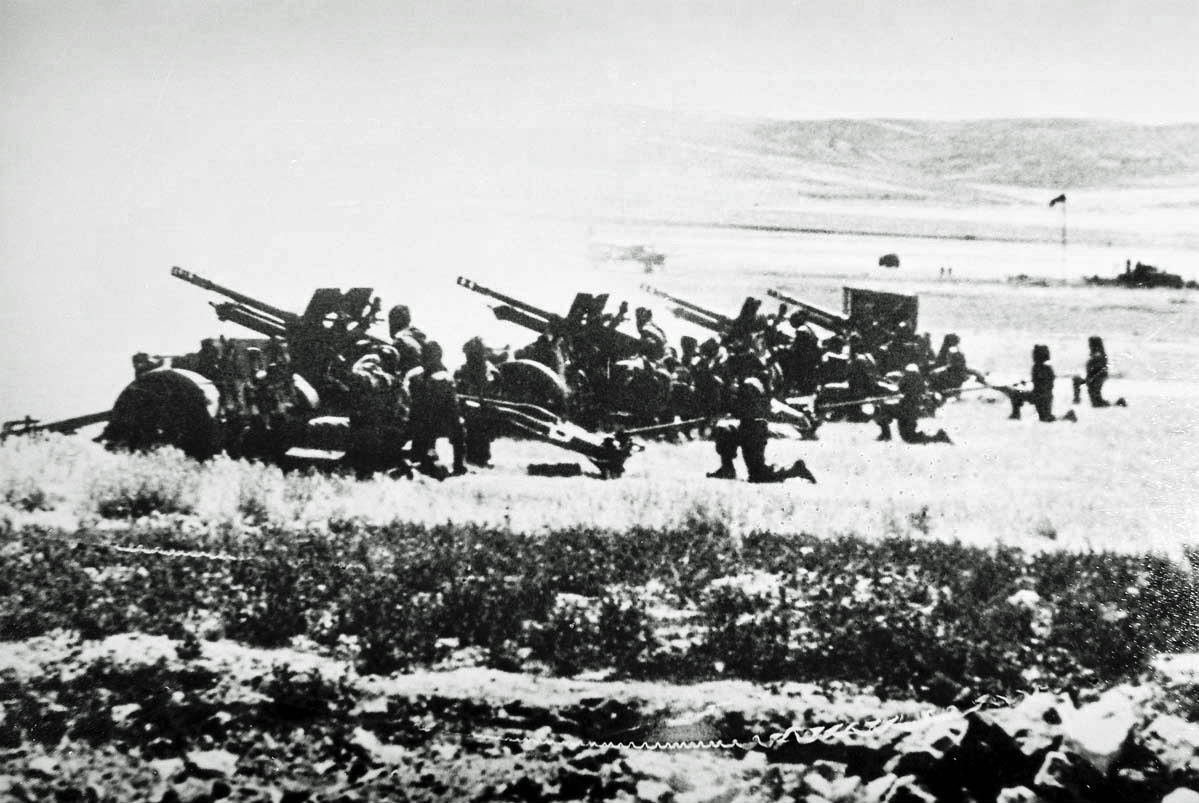
L’artillerie jordanienne à Karameh.

- 21 mars : en représailles contre les actions terroristes du Fatah, l’armée israélienne bombarde le camp de réfugiés palestiniens de Karameh en Jordanie. Elle est repoussée par les commandos palestiniens et l’armée jordanienne[85].
- 30 mars : un programme de réforme est présenté en Égypte : élection des responsables de l’USA, éviction des militaires du gouvernement[80]. Le régime reste secoué par les manifestations, en particulier dans les milieux étudiants.

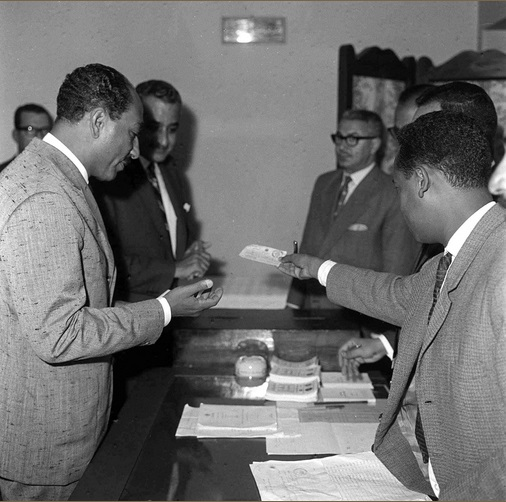
2 mai : Nasser et Sadate votent pour le référendum.

- 2 mai : en Égypte, la population approuve par plébiscite les réformes politiques et institutionnelles de Nasser présentées le 30 mars[85]. On compte 99,989 % de « oui »…
- 5 juin : le bombardement des camps de réfugiés d’Irbid en Jordanie par les forces aériennes israéliennes fait 59 morts et 121 blessés[84].
- 15 juin, guerre d’usure dans le Sinaï. L’Égypte bombarde des positions israéliennes de la rive orientale du canal de Suez[88]. Les échanges de tirs d’artillerie deviennent fréquents durant l’été. Les populations des villages égyptiens proches du canal de Suez sont évacuées. L’armée israélienne multiplie les raids aéroportés, principalement sur les infrastructures économiques égyptiennes et fin novembre consolide sa ligne de position devant le canal (ligne Bar-Lev)[89].
- 5 juillet : le président égyptien Nasser, en visite à Moscou, acceptent que les Soviétiques négocient directement avec les Américains une « solution politique » à la crise avec Israël en échange de livraisons d’arme. L’Égypte entreprend le réarmement de son armée avec du matériel soviétique et accueille de nombreux conseillers soviétiques[85].
- 10 - 17 juillet : quatrième session du Conseil national palestinien, réuni au Caire[90], après que les organisations de résistance sont entrées dans l’OLP et se sont emparées de la majorité au CNP. Elle durcit les termes de la charte de 1964[91]. Priorité est donnée à la lutte armée révolutionnaire pour la libération de la Palestine. Le sionisme est un mouvement « fanatique et raciste ». Ses buts sont expansionnistes et coloniaux. Ses méthodes sont « celles des fascistes et des nazis ».
- 17 juillet : une coalition de militaires et de ba’thistes s’empare du pouvoir en Irak et renverse le général Abdul Rahman Arif. Un Conseil de Commandement de la Révolution est formé ; Ahmad Hasan al-Bakr devient Président de la république, le commandant Abdel Razzak Nayef forme le gouvernement avec Ibrahim Abdel Rahman Daoud comme ministre de la défense[92].
- 23 juillet : trois commandos du Front populaire de libération de la Palestine détournent vers Alger le vol d’El Al 426 Londres-Tel Aviv. Les otages sont libérés après 40 jours[93].

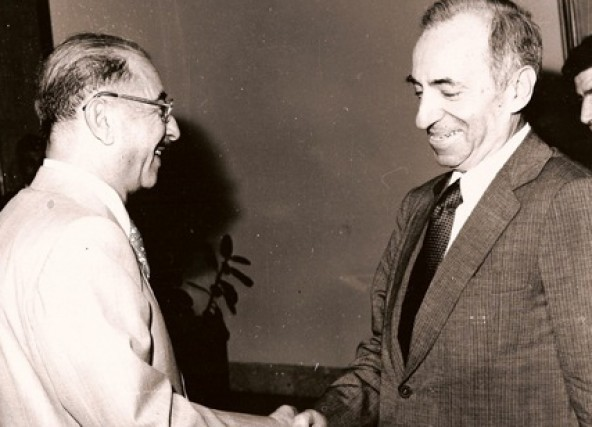
Michel Aflak, fondateur du Parti Baas, et Ahmad Hassan al-Bakr à Bagdad en 1968.

- 30 juillet : nouveau coup d’État en Irak. La division blindée du général Hamadi al-Takriti, chef d’État-major général des forces irakienne, prend le contrôle de Bagdad avec l’accord du Président Ahmad Hassan al-Bakr ; le gouvernement est dissout, Nayef et Daoud sont évincés et le Parti Baas, majoritaire, prend le pouvoir. Le 31 juillet, Ahmad Hasan al-Bakr se proclame chef du gouvernement et commandant en chef de l’armée[92]. Les ba’thistes sont essentiellement sunnites et les dirigeants (Saddam Hussein, Hassan al-Bakr) sont tous originaires de Tikrit. Ils instaurent un régime de terreur pour renforcer l’État et mettre fin à la faiblesse politique du régime. L’opposition est éliminée (pronassériens, communistes). Les militaires dominent le parti et s’emparent des postes clés, sous la direction de Saddam Hussein.
- 31 août : un tremblement de terre de magnitude 7.3 fait de 12 000 à 15 000 victimes au Khorassan en Iran[94].
- 22 septembre : fin du déplacement des temples d'Abou Simbel, en Égypte, rendu nécessaire par la construction du barrage d’Assouan et financé par la communauté internationale sous l’égide de l’UNESCO[95].
- 24 octobre : accord entre l’Iran et l’Arabie saoudite sur la délimitation du plateau continental dans le Golfe ; l’île Al-Arabi est attribuée aux Saoudiens, Farsi à l’Iran[83].

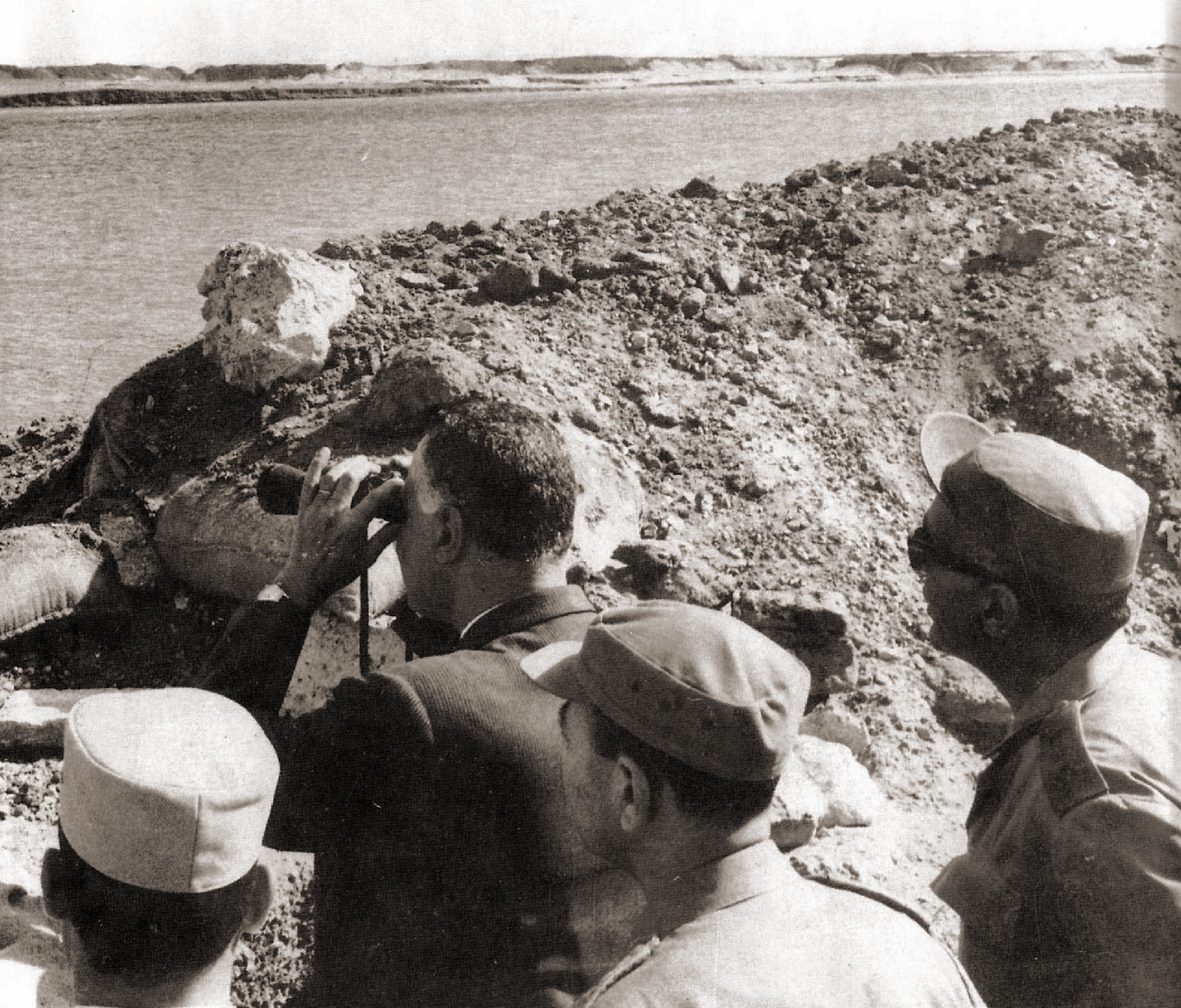
Visite du président Nasser sur le canal de Suez pendant la guerre d’usure, le 16 novembre.

- 30 octobre : une opération commando héliportée de l’unité israélienne Sayeret Matkal (opération Helem (Schok)) détruit un transformateur électrique égyptien, deux barrages le long du Nil et un pont. Nasser doit cesser les hostilités pour quatre mois. Israël en profite pour renforcer sa position sur la rive est du canal de Suez par la construction de la ligne Bar-Lev[96].
- 2 novembre : Dean Rusk, secrétaire d’État, fait savoir aux Égyptiens la position des États-Unis en faveur du retrait israélien du Sinaï dans le cadre d’un règlement global[97].
- 9-14 novembre : visite du chah d’Iran en Arabie saoudite[83].
- 22 novembre : l’explosion d’une bombe placée par le Front populaire de libération de la Palestine dans un marché de Jérusalem fait treize morts[84].
- 26 décembre : l’attaque d’un avion de la compagnie El Al sur l’aéroport d’Athènes par un commando palestinien marque le début du terrorisme lié à la situation géopolitique du Proche-Orient[84].
- 28 - 29 décembre : opération Gift. Un raid aéroporté israélien détruit treize avions de ligne sur l’aéroport de Beyrouth[84]. Les manifestations se multiplient dans les principales villes du Liban pour soutenir la cause palestinienne. Les Palestiniens établissent des représentations à Beyrouth. Les communiqués revendiquant les actions terroristes internationales émanent tous de la capitale libanaise. Israël multiple les actions de représailles sur le territoire libanais. Les groupes palestiniens répliquent en installant des bases militaires dans le sud du Liban, destinées à attaquer le territoire israélien.

### Europe

#### Europe de l’Est
- 1er janvier : entrée en vigueur du nouveau mécanisme économique (NEM) en république populaire de Hongrie, prônant la décentralisation du pouvoir économique et plus d’initiatives accordées aux responsables des usines[98]. La rentabilité plutôt que les quotas de production devient le critère d’efficacité d’une usine. Au bout de cinq ans, le NEM apparaît comme un succès bien que l’on ait enregistré une légère baisse du taux de croissance industrielle. La réforme s’enlise à partir de 1972.
- 5 janvier : Alexander Dubček remplace Antonín Novotný comme premier secrétaire du parti communiste tchécoslovaque[99].
- 8 -11 mars : manifestations étudiantes en Pologne à la suite de l’exclusion de l’université d’Adam Michnik et Henryk Szlajfer, meneurs présumés d’une manifestation contre la censure d’un spectacle jugé subversif. Elles sont réprimées par la police secrète communiste, tandis que les médias officiels mènent une campagne antisémite, accusant les « sionistes » d’être à l’origine des troubles[100]. Le Premier Secrétaire du Parti communiste polonais Gomulka, dans son discours du 19 mars, distingue les « bons » et « mauvais » Juifs. Une purge est entreprise dans le milieu politique ce qui conduit à l’expulsion des juifs du Parti ouvrier unifié polonais. Plus de 13 000 personnes d’origine juive quittent le pays de 1968 à 1971[101].
- 30 mars : le général Ludvík Svoboda est élu président de la République tchécoslovaque après la démission de Novotný le 22 mars[99]. Alexander Dubček et Ludvík Svoboda, alors à la tête du parti et de l’État, sont tous deux communistes de longue date et fidèles à l’Union soviétique.
- 5 avril, Košice : le Comité central du Parti communiste tchécoslovaque approuve à l’unanimité le programme d’Alexander Dubček intitulé « la Voie tchécoslovaque vers le socialisme »[99]. C’est début du « printemps de Prague », tentative de libéralisation en République socialiste tchécoslovaque et d’orientation vers un « socialisme à visage humain ».
- 8 avril : entrée en vigueur de la nouvelle constitution de la République démocratique allemande, approuvée par plébiscite le 6 avril. La RDA y est définie comme un « État socialiste de nation allemande »[102].
- 18 avril : Josef Smrkovský est élu président de l’Assemblée nationale tchécoslovaque et devient un des piliers du processus de libéralisation du régime[99].

- 20-21 juin : début des grandes manœuvres des troupes du pacte de Varsovie, en partie sur le territoire tchécoslovaque[103]. Elle s’y maintiennent après l’annonce de leur fin officielle, le 30 juin[104].
- 26 juin : abolition de la censure par le Parlement tchécoslovaque[105].
- 27 juin : publication du « manifeste des deux mille mots », signés par 70 personnalités, appelant à une accélération de la démocratisation en Tchécoslovaquie au sujet de la conduite du socialisme dans le pays ; le texte est très mal reçu à Moscou[104].
- 14-15 juillet : les chefs de parti et de gouvernement de cinq pays communistes se réunissent à Varsovie (Bulgarie, Pologne, RDA, Hongrie et URSS)[99]. Le 16 juillet, ils adressent un avertissement à la Tchécoslovaquie qui remet en cause sa politique[104].
- 29 juillet : entrevue soviéto-tchécoslovaque, à la gare-frontière de Čierna nad Tisou[104].
- 3 août : « déclaration de Bratislava ». Les pays du Pacte de Varsovie réunis à Bratislava approuvent la « doctrine Brejnev », dite de la « souveraineté limitée »[99].

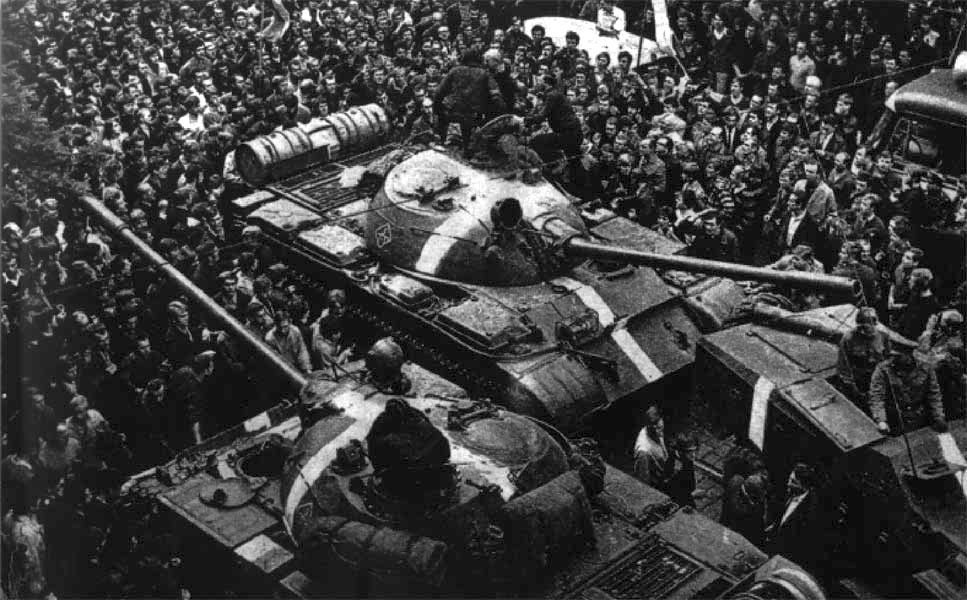
Foule de manifestants entourant des chars soviétiques durant les premiers jours de l’invasion

- 20 - 21 août : écrasement du « Printemps de Prague » et débuts de la normalisation en Tchécoslovaquie[106]. Les dirigeants tchécoslovaques adjurent leurs compatriotes de ne pas résister par la force[103].

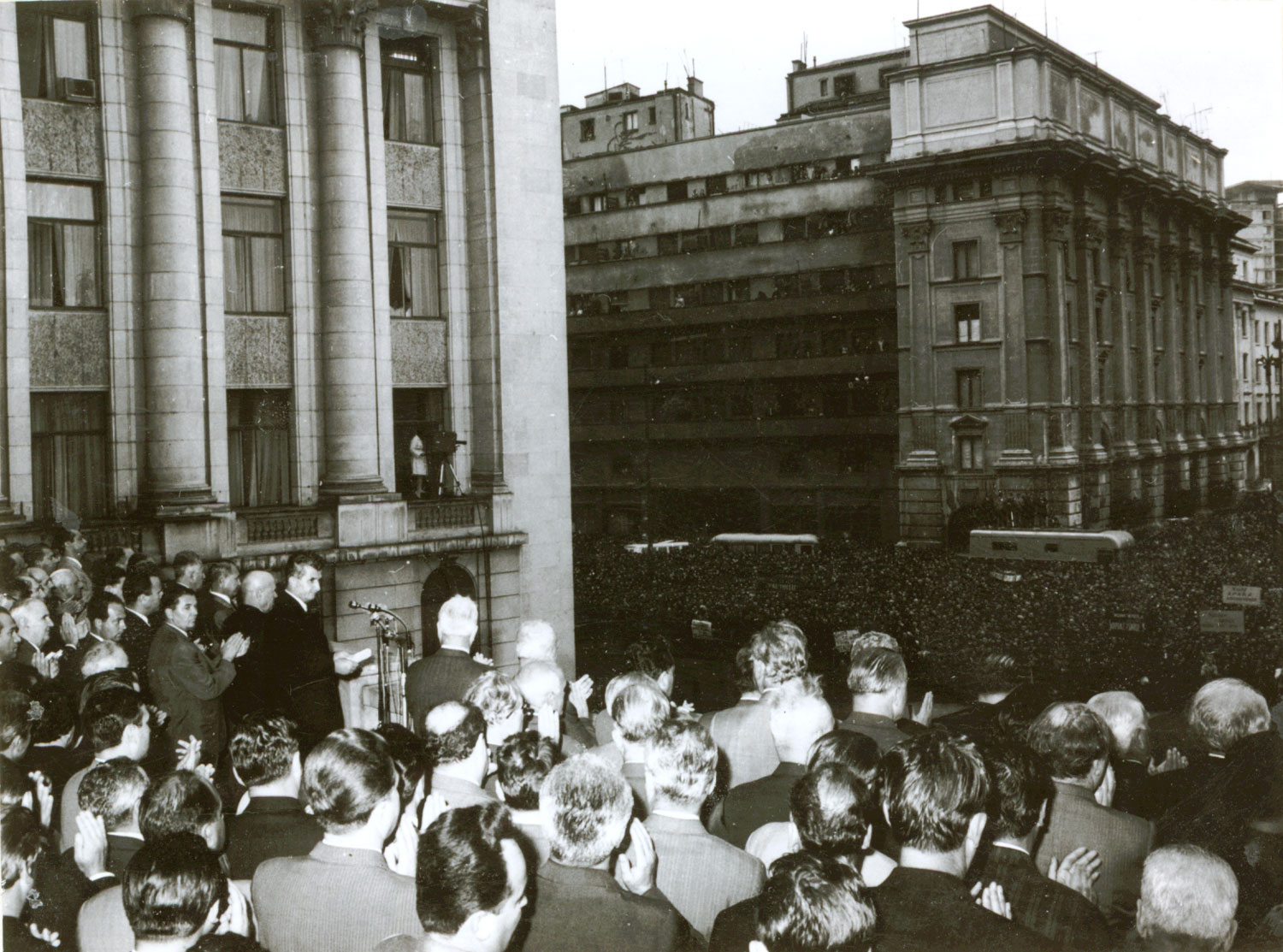
21 août : discours de Nicolae Ceaușescu à Bucarest sur les événements en Tchécoslovaquie.

- 21 août : la République socialiste de Roumanie dénonce l’intervention des forces du pacte de Varsovie en République socialiste tchécoslovaque. Les Partis communiste Espagnol, Italiens et Français réprouvent l’invasion de la Tchécoslovaquie et prennent leurs distances avec l'Union soviétique[106].
- 22 août : le XIVe Congrès extraordinaire du parti communiste tchécoslovaque réuni à Prague condamne l’invasion de la Tchécoslovaquie[99].
- 26 août : protocole de Moscou signé par les dirigeants tchécoslovaques[106] (dont Ludvík Svoboda, Alexander Dubček, Gustáv Husák...).
- 8 septembre : le professeur polonais Ryszard Siwiec, ancient soldat de l’AK, s’immole par le feu pour protester contre l’invasion de la Tchécoslovaquie, lors de la fête des moissons à Varsovie[107].
- 13 septembre : retrait de la république populaire d’Albanie du pacte de Varsovie[108].
- 19 septembre : Jiri Hajek, ministre tchécoslovaque des Affaires étrangères, démissionne sous la pression des Soviétiques[109].
- 16 octobre : un nouveau traité est signé à Prague sur les conditions de déploiement temporaire des forces soviétiques sur le territoire tchécoslovaque[106].
- 6-7 novembre : manifestations anti-soviétiques en Tchécoslovaquie[103].
- 27 novembre : des manifestations estudiantines réclament le statut de république pour le Kosovo, réprimées par la police et l’armée populaire yougoslave ; les relations entre Serbes et Albanais se détériorent. Le Kosovo obtient l’autonomie en 1974[110].

#### Europe de l’Ouest
- 16 janvier : le Premier ministre britannique Harold Wilson annonce aux Communes que toutes les bases militaires britanniques du Golfe situées à l’est de Suez seront évacuées en quatre ans (fin en octobre 1971)[111] et les dépenses militaires ramenées à 6 % du PNB.
- 23 janvier : élections législatives danoises. Hilmar Baunsgaard forme le 2 février un gouvernement de coalition libérale-conservatrice[112].
- Janvier : la durée du service militaire est portée de 18 mois à 4 ans au Portugal[113].
- 1er mars :
  - « bataille de Valle Giulia », affrontements à la suite de l’évacuation par la police de l’université de Rome occupée par les étudiants[114].
  - entrée en vigueur de la loi limitant l’immigration au Royaume-Uni (Commonwealth Immigrants Act 1968 (en))[115].

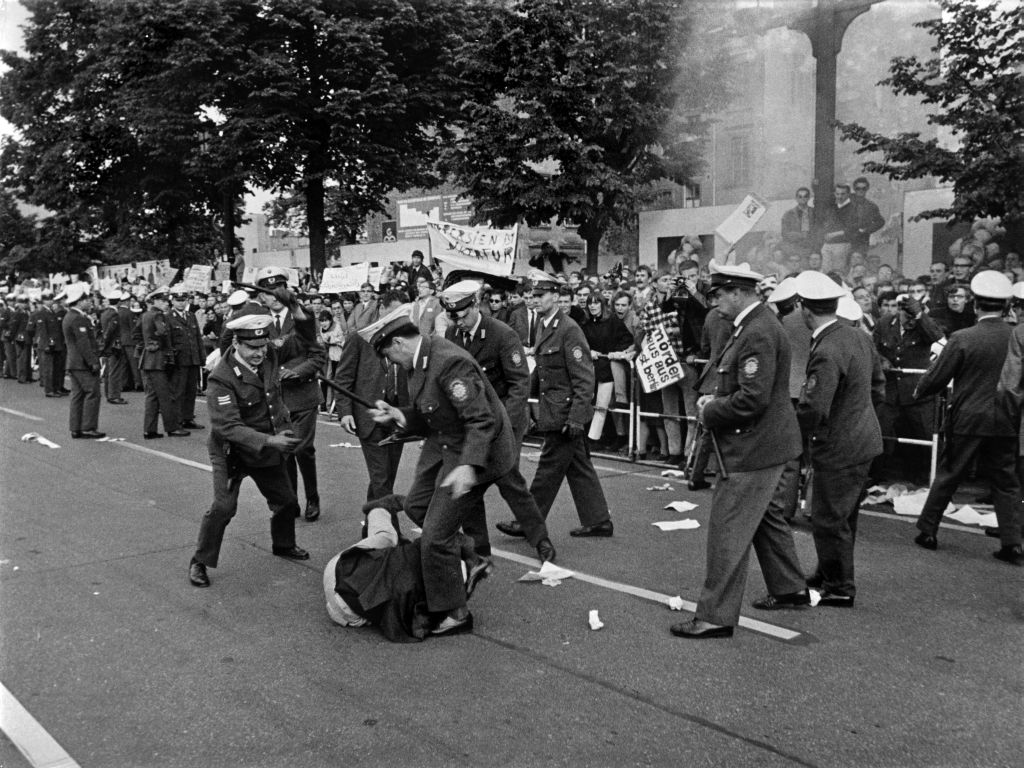
Manifestations d’étudiants à Berlin-Ouest.

- 11 avril : attentat contre Rudi Dutschke, chef de file de la ligue des étudiants socialistes, qui provoque de violentes manifestations d’étudiants à Berlin-Ouest[116].
- 20 avril, Royaume-Uni : discours de Birmingham du conservateur Enoch Powell qui réclame l’arrêt de l’immigration afin de préserver l’identité nationale[117].
- 27 avril : entrée en vigueur de la loi légalisant l’avortement pour raisons médicales au Royaume-Uni[118].
- 3 mai-16 juin : évènements de Mai 68 en France. La police fait évacuer la cour de la Sorbonne à la demande du recteur le 2 mai. Le lendemain, une première manifestation au Quartier latin conduit à des affrontements entre étudiants et CRS et à 600 interpellations. Le 6 mai, alors que Daniel Cohn-Bendit et des étudiants de Nanterre se présentent devant la commission disciplinaire, les premières barricades sont dressées à Paris. Le 10 mai, la Sorbonne est occupée. Une grève générale est fixée au 13 mai par les syndicats. Le 15 mai les usines Renault de la région parisienne sont occupées par les ouvriers et le théâtre de l’Odéon par les étudiants. De Gaulle a annoncé sans succès un référendum « sur la rénovation universitaire, sociale et politique » le 24 mai. Des barricades sont de nouveau érigées dans la nuit[119]. Le 27 mai, les accords de Grenelle sont signés entre le gouvernement et les syndicats[120]. Le général de Gaulle annonce la dissolution de l’Assemblée nationale le 30 mai ; il est soutenu par une manifestation sur les Champs-Élysées[121]. Le 16 juin, la Sorbonne est évacuée par la police.
- 11 mai, Allemagne : grande marche étudiante sur Bonn contre les « lois d’exception ». Elle rassemble 30 000 personnes[116].
- 26 mai : H-dagurinn. L’Islande change le sens de circulation, passant de la gauche à la droite[122].
- 17 juin : gouvernement de Gaston Eyskens en Belgique (fin en 1972)[123].
- 24 juin : loi sur l’état d’urgence en Allemagne fédérale[124].
- 30 juin : Kristján Eldjárn est élu président de la République d’Islande[125].
- 1er juillet : achèvement de l’union douanière dans les États-membres de la CEE ; mise en place d’un tarif douanier commun pour le commerce extra-communautaire par les six pays de la CEE[126].
- 29 juillet : publication de l’encyclique Humanae vitae. L’Église catholique condamne la contraception[127].
- 3 août, Portugal : Salazar est frappé d’une hémorragie cérébrale[128]. Il est opéré le 7 septembre mais reste hémiplégique[129].
- 11 août : dernier train à vapeur au Royaume-Uni[130].
- 15 septembre : les sociaux-démocrates remportent les élections législatives suédoises[131].
- 27 septembre : Marcelo Caetano devient président du Conseil au Portugal (fin en 1974)[128]. Il opte pour le « changement dans la continuité ». Il affirme à la télévision son regret de ne pas instituer un régime parlementaire, étant donné la sous-information dans laquelle ses concitoyens avaient été si longtemps tenus.
- 5 octobre : première marche de l’association des droits civiques en Irlande du Nord (NICRA, fondée en 1967) réprimée dans la violence à Derry[132].
- 16 octobre : référendums constitutionnels en Irlande[133].
- 16 décembre : inauguration de la synagogue de Madrid[134], la première en Espagne depuis 1492.
- 18 décembre : la Commission des Communautés européennes approuve le plan Mansholt sur la réforme des structures agricoles[135].
- 26 décembre : réforme électorale au Portugal[136].

## Décès en 1968

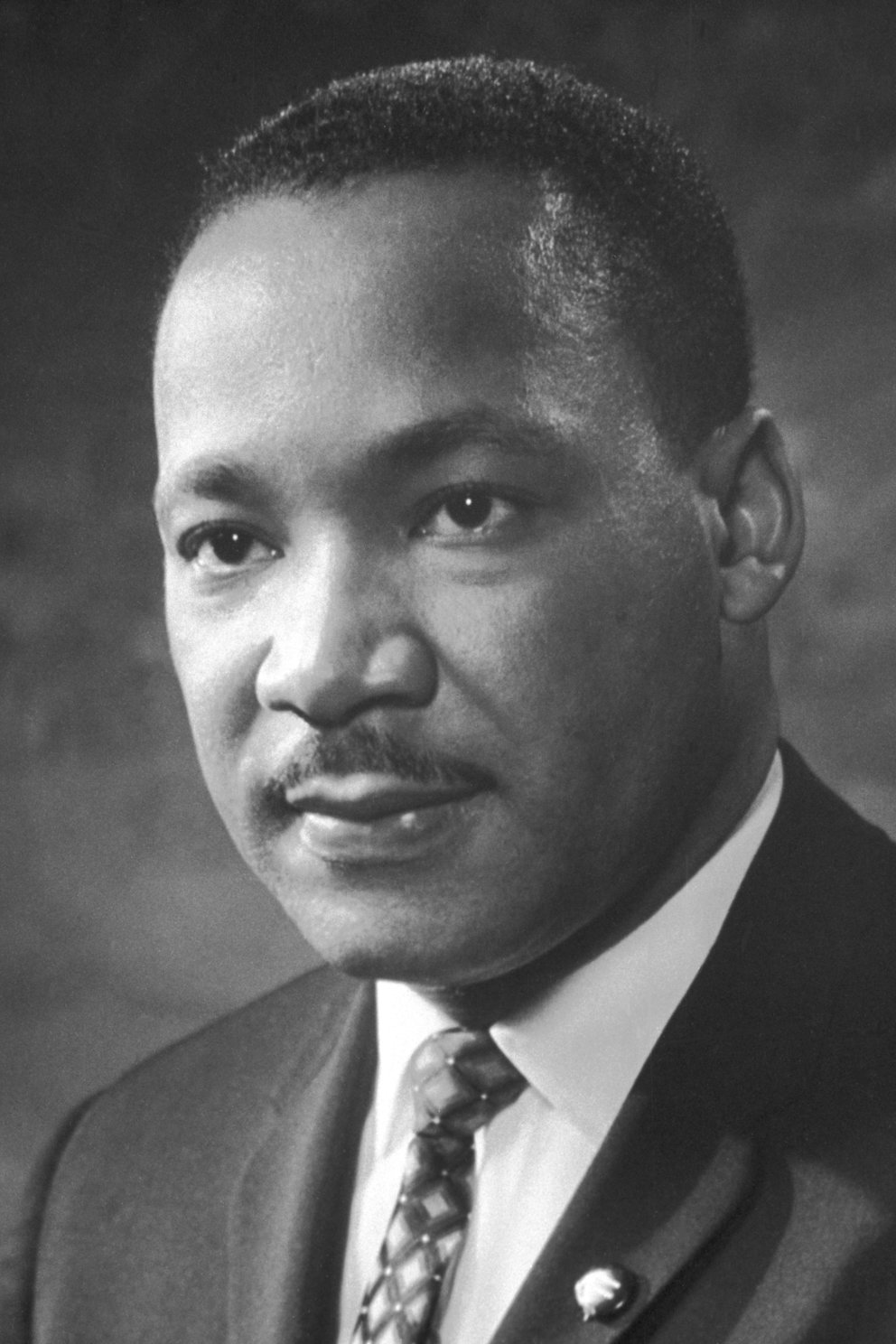
Martin Luther King.

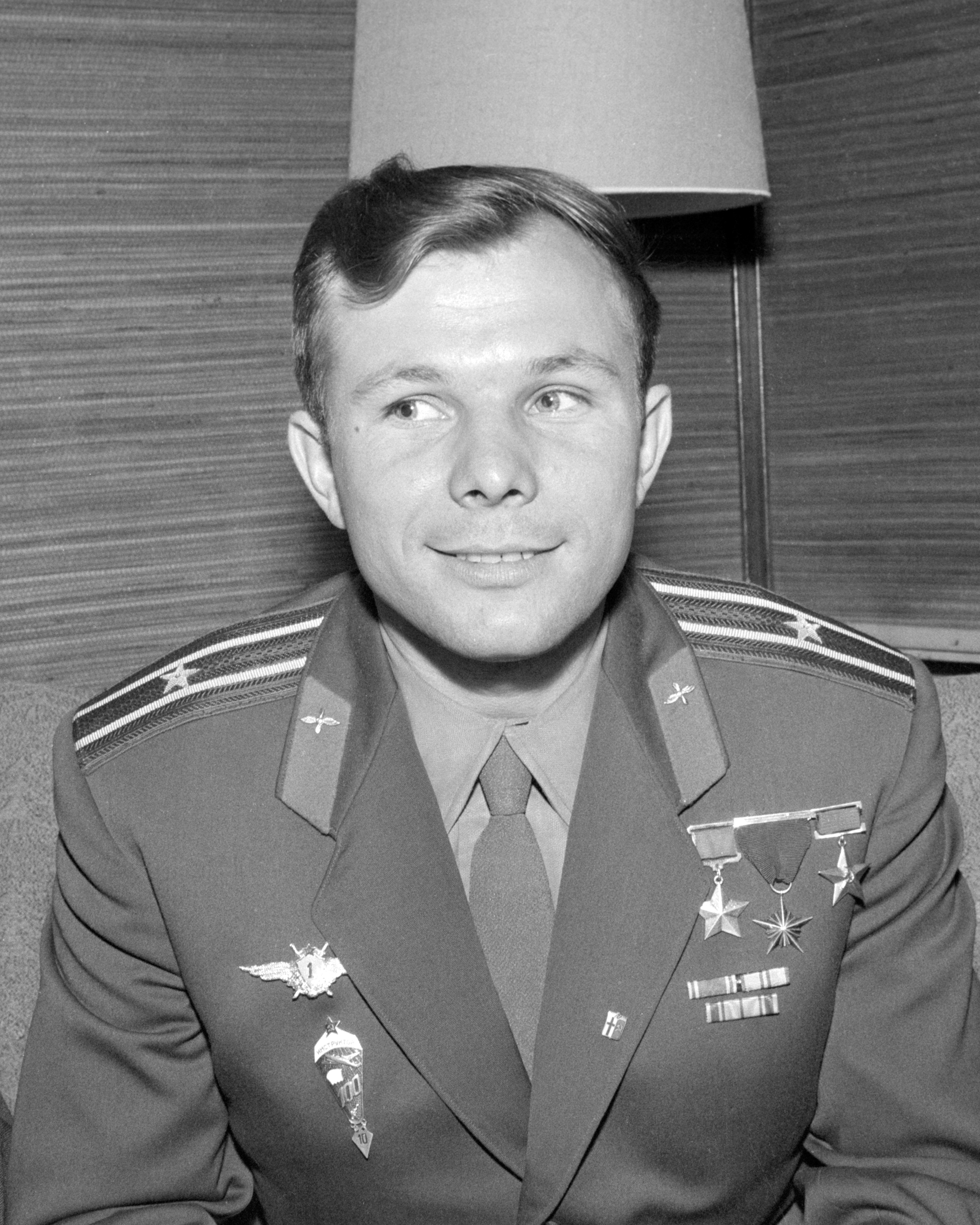
Youri Gagarine

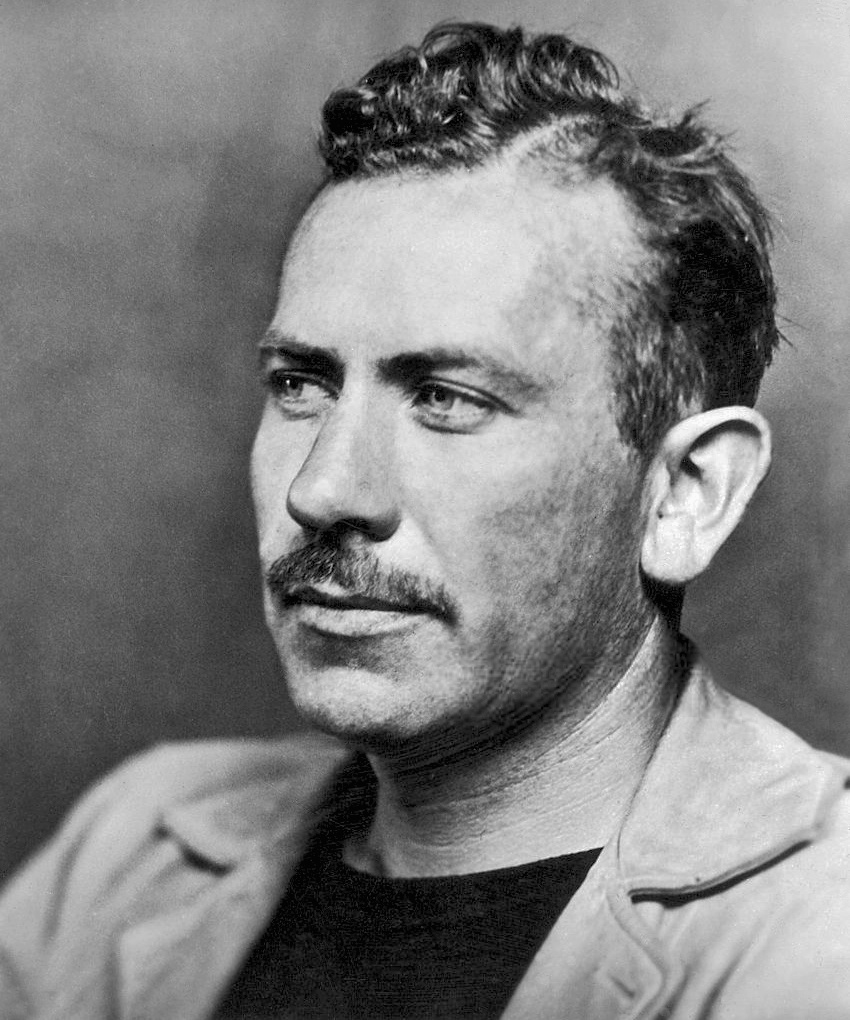
John Steinbeck

Personnalités majeures décédées en 1968
- 20 mars : Carl Theodor Dreyer (cinéaste danois)
- 27 mars : Youri Gagarine (cosmonaute soviétique)
- 4 avril : Martin Luther King (pasteur baptiste afro-américain)
- 7 avril : Jim Clark (pilote automobile britannique)
- 28 mai : Kees van Dongen (peintre français d'origine néerlandaise)
- 29 mai : Jacques Chardonne (écrivain français)
- 6 juin : Robert F. Kennedy (homme politique américain)
- 28 juillet : Otto Hahn (chimiste allemand)
- 2 octobre : Marcel Duchamp (peintre et homme de lettres français)
- 9 octobre : Jean Paulhan (écrivain,critique et éditeur français)
- 1er novembre : Geórgios Papandréou (homme politique grec)
- 20 décembre : John Steinbeck (écrivain américain)